# مقاطعة فريدريك (ماريلاند)
مقاطعة فريدريك, ميريلاند (بالإنجليزية: Frederick County, Maryland)‏ هي مقاطعة تقع في الجزء الشمالي من ولاية ماريلند.

## أعلام
- هنري كلاي نيلسون
- جون بيكر
- ديفيد كوبر
- توماس سيم لي
- جيمس كوبر
- تشارلز هامت